# ムハンマド・アブドゥッラー・ハッサン・モハメド
ムハンマド・アブドゥッラー・ハッサン・モハメド（アラビア語: محمد عبد الله حسن محمد、1978年12月2日 - ）は、アラブ首長国連邦・ドバイ出身のサッカー審判員。

## 来歴
FIFAワールドカップの主審を3大会連続で務めたアリ・ブジサイムの姿を見て審判員を志す。
2010年からFIFA登録の国際審判員となっている。AFCアジアカップ2015の審判員に選出 されて以降、アジアサッカー連盟 (AFC) の主要試合で主審を務めている。
2018 FIFAワールドカップではAFCから推薦された審判員の一人として参加している。

## 主な国際審判歴
- AFCアジアカップ2015
  - グループB 中華人民共和国  2-1  ウズベキスタン（2015年1月14日）
  - グループD イラク  2-0  パレスチナ（2015年1月20日）
- 2018 FIFAワールドカップ
  - グループC フランス  1-0  ペルー
- AFCアジアカップ2019
  - グループC 中華人民共和国  2-1  キルギス
  - グループF 日本  2-1  ウズベキスタン
  - ラウンド16 タイ  1-2  中華人民共和国
  - 準々決勝 ベトナム  0-1  日本
- 2022 FIFAワールドカップ・アジア3次予選
  - グループB ベトナム  0-1  日本
- 2022 FIFAワールドカップ・大陸間プレーオフ
  - コスタリカ  1-0  ニュージーランド